# Шелудько, Сергей Куприянович
Сергей Куприянович Шелудько (1899—1979) — советский сельскохозяйственный деятель, Герой Социалистического Труда (1949).

## Биография
Сергей Шелудько родился 10 марта 1899 года в селе Ремонтное (ныне — Ростовская область). С четырнадцатилетнего возраста начал работать. В 1918—1922 годах служил в Рабоче-крестьянской Красной Армии, участвовал в боях Гражданской войны. С 1925 года, вернувшись на родину, был руководителем коммуны «Согласие», с 1930 года — председателем Ремонтненского сельсовета. Был арестован и осуждён по обвинению в незаконной сдаче хлеба к 6 годам исправительно-трудовых лагерей, однако через два года освобождён в связи с отсутствием состава преступления. В 1940 году Шелудько стал председателем колхоза «Красные фронтовики». В 1943 году был повторно призван на службу в армию, участвовал в боях Великой Отечественной войны.
Демобилизовавшись, Шелудько продолжал руководить колхозом до самого своего выхода на пенсию. В 1948 году в колхозном табуне было выращено 82 жеребёнка от 84 кобыл, что для того времени являлось высоким показателем.
Указом Президиума Верховного Совета СССР от 13 августа 1949 года за «высокие показатели и быстрое восстановление колхоза после войны, получение высокой продуктивности животноводства в 1948 году» Сергей Шелудько был удостоен высокого звания Героя Социалистического Труда с вручением ордена Ленина и медали «Серп и Молот».
Умер 14 февраля 1979 года.
Был также награждён двумя орденами Красной Звезды, орденом Славы 3-й степени, рядом медалей.